# غوردزينو
غوردزينو هيبلدية (كوميون) في مقاطعة كونيو في منطقة بيدمونت الإيطالية، وتقع على بعد حوالي 70 كيلومتر (43 ميل) جنوب شرق تورينو وحوالي 50 كيلومتر (31 ميل) شمال شرق كونيو. اعتبارًا من 31 ديسمبر 2004، كان عدد سكانها 362 نسمة وتبلغ مساحتها 13.8 كيلومتر مربع (5.3 ميل2). 
تقع غوردزينو على حدود البلديات التالية: فيزوليو، ليفيتسا، مومباركارو، نييلا بيلبو، برونيتتو.